# ملامولووو
ملامولووو (به بلغاری: Mlamolovo) یک منطقهٔ مسکونی در بلغارستان است که در شهرستان بوبف دل واقع شده‌است.